# Juurusvesi
Juurusvesi är en sjö i Vuoksens vattensystem i Norra Savolax, Finland. Sjön utgör en del av storsjön Iso-Kalla och är sammanbunden med Kallavesi i sin västra del genom sundet Jännevirta. I sin östra del skiljs Juuruvesi åt från sjön Muuruvesi av en rad öar.